# Campeonato Mundial de Biatlón de 2000
El XXXVI Campeonato Mundial de Biatlón se celebró en Oslo (Noruega) entre el 19 y el 17 de febrero de 2000 bajo la organización de la Unión Internacional de Biatlón (IBU) y la Federación Noruega de Esquí.

## Resultados

### Masculino
| Evento                        | Oro                                                                                         | Plata                                                                                          | Bronce                                                                       |
| ----------------------------- | ------------------------------------------------------------------------------------------- | ---------------------------------------------------------------------------------------------- | ---------------------------------------------------------------------------- |
| 10 km velocidad (19.02)       | Frode Andresen · Noruega · 23:51,2                                                          | Pavel Rostovtsev · Rusia · 24:00,7                                                             | René Cattarinussi · Italia · 24:10,4                                         |
| 20 km individual (23.02)      | Wolfgang Rottmann · Austria · 53:36,2                                                       | Ludwig Gredler · Austria · 54:11,2                                                             | Frank Luck · Alemania · 54:58,1                                              |
| 12,5 km persecución (20.02)   | Frank Luck · Alemania · 33:21,9                                                             | Pavel Rostovtsev · Rusia · 33:25,2                                                             | Raphaël Poirée Francia 33:37,0                                               |
| 15 km salida en grupo (26.02) | Raphaël Poirée Francia 39:31,5                                                              | Pavel Rostovtsev · Rusia · 39:40,9                                                             | Ole Einar Bjørndalen · Noruega · 39:49,9                                     |
| Relevos 4 × 7,5 km (11.03)*   | Rusia · Viktor Maigurov · Serguei Rozhkov · Vladimir Drachov · Pavel Rostovtsev · 1:33:39,8 | Noruega · Egil Gjelland · Frode Andresen · Halvard Hanevold · Ole Einar Bjørndalen · 1:34:19,6 | Alemania · Frank Luck · Peter Sendel · Sven Fischer · Ricco Groß · 1:34:33,4 |

- (*) –  Competición celebrada en Lahti (Finlandia) dos semanas después, debido a la cancelación del evento programado en Oslo por malas condiciones climáticas.

### Femenino
| Evento                          | Oro                                                                                       | Plata                                                                             | Bronce                                                                                    |
| ------------------------------- | ----------------------------------------------------------------------------------------- | --------------------------------------------------------------------------------- | ----------------------------------------------------------------------------------------- |
| 7,5 km velocidad (19.02)        | Liv Grete Skjelbreid · Noruega · 20:51,9                                                  | Katrin Apel · Alemania · 21:21,7                                                  | Martina Zellner · Alemania · 21:22,5                                                      |
| 15 km individual (22.02)        | Corinne Niogret Francia 45:30,9                                                           | Yu Shumei China 46:24,2                                                           | Magdalena Forsberg · Suecia · 46:47,8                                                     |
| 10 km persecución (20.02)       | Magdalena Forsberg · Suecia · 31:53,8                                                     | Uschi Disl · Alemania · 32:27,5                                                   | Florence Baverel-Robert Francia 32:36,2                                                   |
| 12,5 km salida en grupo (26.02) | Liv Grete Skjelbreid · Noruega · 38:51,7                                                  | Galina Kukleva · Rusia · 39:05,1                                                  | Corinne Niogret Francia 39:15,3                                                           |
| Relevos 4 × 6 km (25.02)        | Rusia · Olga Pyliova · Svetlana Chernousova · Galina Kukleva · Albina Ajatova · 1:32:19,8 | Alemania · Uschi Disl · Katrin Apel · Andrea Henkel · Martina Zellner · 1:32:42,5 | Ucrania · Olena Zubrylova · Olena Petrova · Nina Lemesh · Tetiana Vodopianova · 1:34:07,9 |

## Medallero
| Núm. | País     | Oro | Plata | Bronce | Total |
| ---- | -------- | --- | ----- | ------ | ----- |
| 1    | Noruega  | 3   | 1     | 1      | 5     |
| 2    | Rusia    | 2   | 4     | 0      | 6     |
| 3    | Francia  | 2   | 0     | 3      | 5     |
| 4    | Alemania | 1   | 3     | 3      | 7     |
| 5    | Austria  | 1   | 1     | 0      | 2     |
| 6    | Suecia   | 1   | 0     | 1      | 2     |
| 7    | China    | 0   | 1     | 0      | 1     |
| 8    | Italia   | 0   | 0     | 1      | 1     |
| 8    | Ucrania  | 0   | 0     | 1      | 1     |
|      | TOTAL    | 10  | 10    | 10     | 30    |